# Punata
Punata ist eine Kleinstadt im Departamento Cochabamba im südamerikanischen Anden-Staat Bolivien.

## Lage im Nahraum
Punata ist Sitz der Verwaltung der gleichnamigen Provinz Punata und der zentrale Ort des Municipios Punata auf der 490 km² großen fruchtbaren Hochebene des Valle Alto. Die Ortschaft liegt auf einer Höhe von 2730 m rund zehn Kilometer entfernt vom Rand der Cordillera Oriental, die östlich von Punata auf über 3600 m und nördlich von Punata auf 4100 m ansteigt.

## Geographie
Punata liegt im Übergangsbereich zwischen dem bolivianischen Altiplano im Westen und dem bolivianischen Tiefland im Osten.
Die mittlere Durchschnittstemperatur der Region liegt bei knapp 18 °C (siehe Klimadiagramm Cochabamba) und schwankt nur unwesentlich zwischen 14 °C im Juni und Juli und 20 °C im November. Der Jahresniederschlag beträgt etwa 450 mm, bei einer ausgeprägten Trockenzeit von Mai bis September mit Monatsniederschlägen unter 10 mm und einer Feuchtezeit von Dezember bis Februar mit 90–110 mm Monatsniederschlag.

## Verkehrsnetz
Punata liegt in einer Entfernung von 47 Straßenkilometern südöstlich von Cochabamba, der Hauptstadt des gleichnamigen Departamentos.
Von Cochabamba führt die asphaltierte Nationalstraße Ruta 7 in südöstlicher Richtung 41 Kilometer bis San Benito, von dort eine unbefestigte Landstraße über sechs Kilometer weiter nach Südosten nach Punata. Punata ist über eine Bahnstrecke mit Cochabamba verbunden, die über Punata hinaus weitere acht Kilometer nach Arani an den Rand der Cordillere führt.

## Bevölkerung
Die Einwohnerzahl der Ortschaft ist in den vergangenen beiden Jahrzehnten um etwa die Hälfte angestiegen:
| Jahr | Einwohner | Quelle       |
| ---- | --------- | ------------ |
| 1992 | 12 758    | Volkszählung |
| 2001 | 14 742    | Volkszählung |
| 2012 | 19 559    | Volkszählung |
| 2024 |           | Volkszählung |

Die Region weist einen hohen Anteil an Quechua-Bevölkerung auf, im Municipio Punata sprechen 92,6 Prozent der Bevölkerung Quechua.

## Persönlichkeiten
- Jorge Wilstermann (1910–1936), der erste bolivianische Berufspilot
- Leonardo Ferrel (1923–2013), Fußballspieler